# دهستان رضوان (جیرفت)
دهستان جشار نام
مرکز این دهستان روستای جشار می باشد و دارای چندین پارچه آبادی می باشد   مردم این روستا از دیرباز به کشاورزی و شبانی مشغول بوده اند. و ساکنین این روستا از فامیل های احمدیوسفی ، توکلی ، سرحدی ،بهادری و ... هستند.
```
دهستانی
 در 
بخش
 
جبالبارز
 
شهرستان جیرفت
، 
استان کرمان
 در 
ایران
 است. براساس 
سرشماری مرکز آمار ایران
 
در سال 1395
 جمعیت آن 242 نفر (242خانوار) بوده‌است.
[
۱
]
```

## دهستان جشار
- جشار
- جشار